# 比尤納維斯塔 (維吉尼亞州)

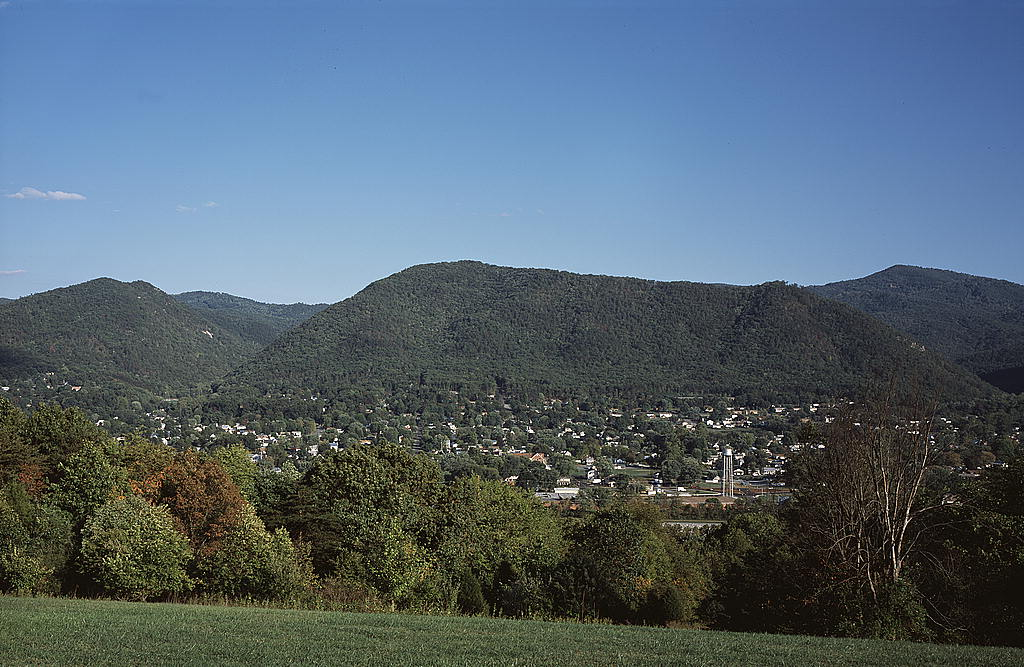
比尤納維斯塔

比尤纳维斯塔（英語：Buena Vista）是美國維吉尼亞州西部的一個獨立城市。面積17.7平方公里。根據美國2000年人口普查，共有人口6,349人。
成立於1892年。城名是來自為比尤納維斯塔之役提供炮彈的兵工廠。